# 円融寺 (目黒区)

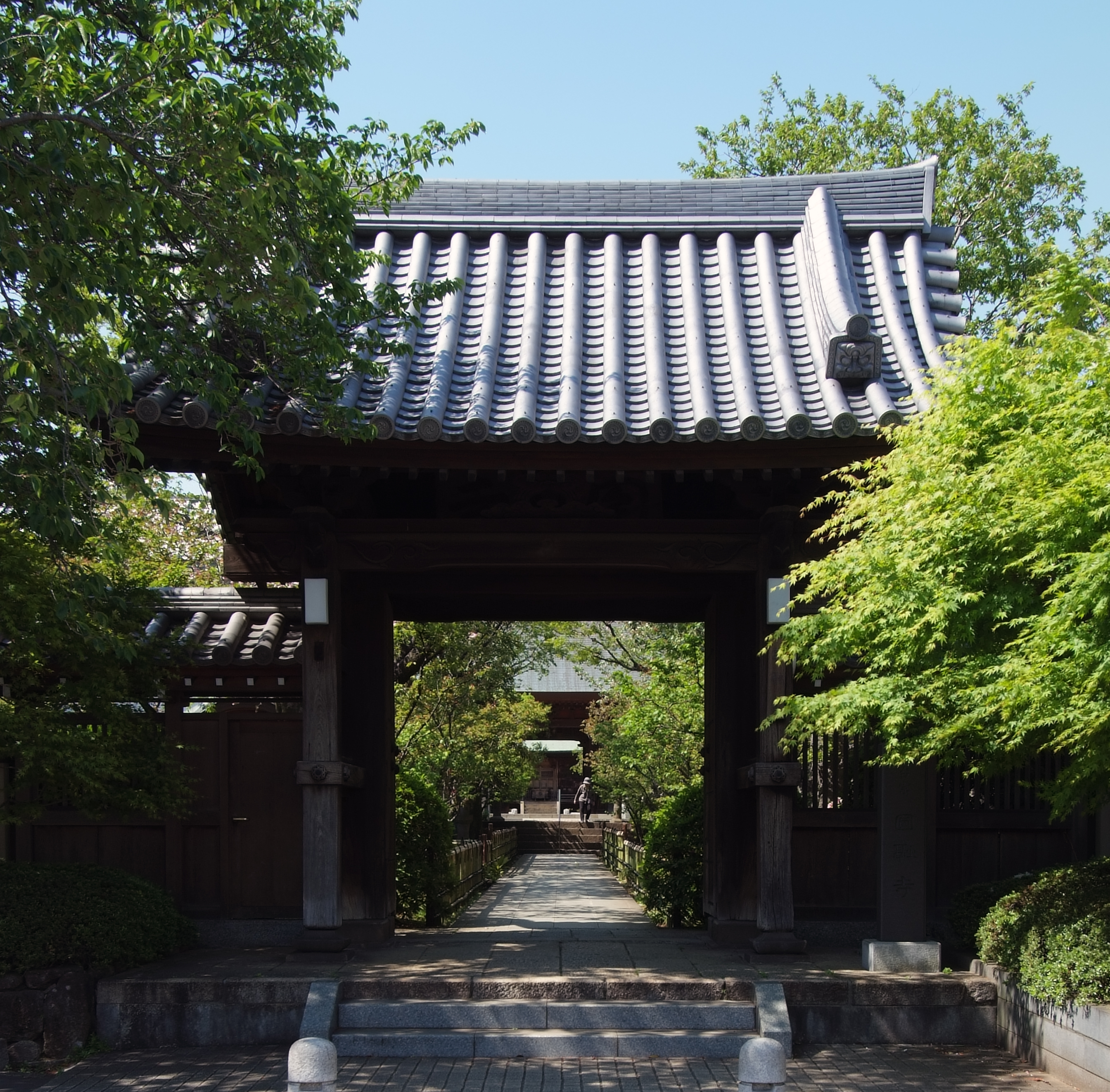
円融寺山門

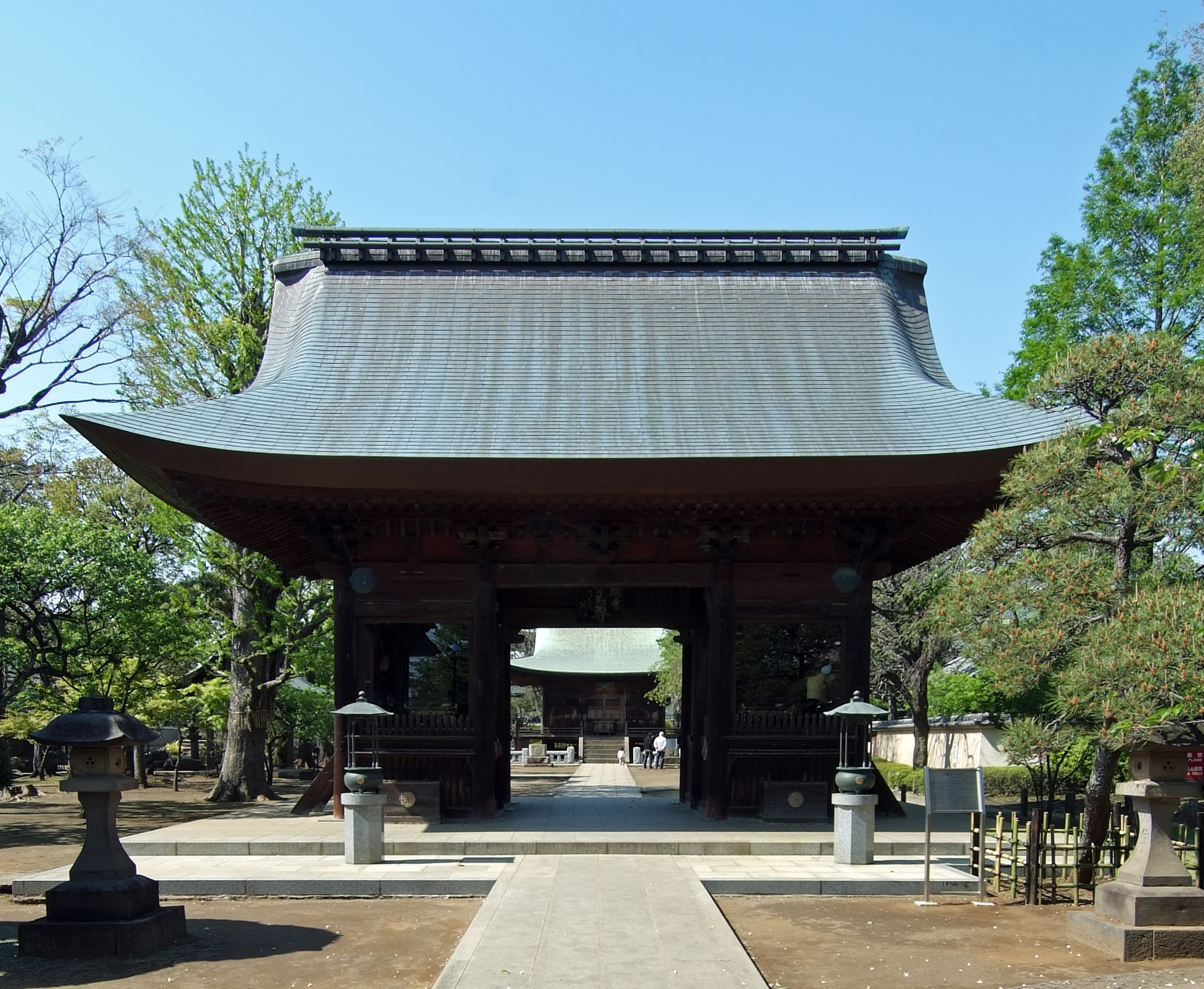
円融寺仁王門

円融寺（えんゆうじ）は、東京都目黒区碑文谷にある天台宗の寺院。圓融寺とも表記される。山号は経王山。

## 歴史
かつては、妙光山法服寺と称し、天台宗の寺院であった。寺伝では853年（仁寿3年）円仁（慈覚大師）が法服寺を建立したという。1283年（弘安6年）日蓮の弟子・日源により、日蓮宗に改宗し、妙光山法華寺と改称した。中世から近世にかけては吉良氏や徳川氏の外護を受け、坊舎18、末寺75箇寺を数えた。1630年（寛永7年）身池対論には法華寺から日進が臨んでいる。法華寺は不受不施派の寺院として江戸幕府の弾圧を受け、改宗を余儀なくされ、1698年（元禄11年）再び天台宗の寺院となった。1834年（天保5年）経王山円融寺と改称する。
不受不施派とは、法華経信者以外からは施しを受けず、与えずという一派で、日蓮宗本山の久遠寺と対立し、江戸幕府からも弾圧された。日源の法脈は、当寺の改宗をもって完全に途絶えていった。当寺の尊像など、祖師像は妙法寺、三宝尊像は立源寺、釈迦如来涅槃之図は常円寺、法華門は妙法寺、摩耶夫人像は摩耶寺など、所縁寺院に引取られていった。

## 文化財

### 重要文化財（国指定）
- 本堂（釈迦堂） - 室町時代中期（1393年-1466年）の建立。桁行三間、梁間四間、一重、入母屋造、銅板葺。明治44年（1911年）04月17日指定。

### 重要美術品
- 梵鐘 - 寛永20年（1643年）鋳造

### 東京都指定有形文化財
- 木造金剛力士（仁王）像 - 永禄2年（1559年）の作

### 目黒区指定文化財
- 仁王門
- 日源上人五重石塔

## 墓所
- 足守藩木下家と、後の田原本藩平野家の女性の五輪塔
- 西城秀樹 - 歌手、俳優
- 渡哲也 - 俳優、歌手
- 王貞治・張本勲 - 両名とも存命だが、妻に先立たれたため墓所を建立。なお王家の墓所から妻の遺骨が盗難される事件が発生している。
- 松永健司・松永高司・松永国松・松永俊国[3][4] - 「全日本女子プロレス」創業者である松永家：松永四兄弟[3][4]。全女の経営に関わらなかった松永兄弟の長男も共に埋葬されている[3][4]。

## 交通アクセス
- 東急電鉄目黒線西小山駅から徒歩15分。
- 東急電鉄東横線学芸大学駅から徒歩20分。
- 東急バス黒01系統（目黒駅前発大岡山小学校前行き）「碑文谷二丁目」停留所下車徒歩3分。
- 東急バス渋71系統（洗足駅発渋谷駅東口行き）「円融寺前」停留所下車徒歩3分。